# Arre (Gard)
Arre település Franciaországban, Gard megyében. Lakosainak száma 258 fő (2022. január 1.). Arre Bez-et-Esparon, Arrigas, Aumessas, Blandas, Molières-Cavaillac és Montdardier községekkel határos.

## Népesség
A település népességének változása:
| Lakosok száma | 388  | 320  | 296  | 287  | 305  | 291  | 287  | 288  | 278  | 258  |
|               | 1968 | 1982 | 1990 | 2006 | 2013 | 2015 | 2017 | 2019 | 2020 | 2022 |